# ماركوس كايا
ماركوس كايا (بالألمانية: Markus Kaya)‏ هو لاعب كرة قدم ألماني، ولد في 20 أكتوبر 1979 في برلين في ألمانيا. لعب مع روت فايس أوبرهاوزن وروت فايس إيسن وشالكه 04 ب وشالكه 04.

## وصلات خارجية
- ماركوس كايا على موقع قاعدة بيانات كرة القدم.إي يو (الإنجليزية)
- ماركوس كايا على موقع عالم كرة القدم.نت (الإنجليزية)